# 通约性 (天文学)
通约性（英語：commensurability）在天文學中是指两个绕轨道运行的天体（例如行星、衛星或小行星）的属性，若两个天体的轨道周期成有理数比例，则说其轨道是可通约的，否则是不可通约的。
例如，海王星和冥王星的轨道周期之间有2:3的可通约性，土星卫星土卫六（泰坦）和土卫七（亥伯龙）的轨道周期之间有3:4 可通约性，与主小行星帶柯克伍德空隙相关的轨道周期相对于木星的轨道周期存在可通约性，格利泽876b和格利泽876c之间也有2:1的可通约性。
通约性通常是轨道共振的结果，而不是巧合。